# Luci Vari Ruf
Luci Vari Ruf (o Rufus; llatí: Lucius Varius Rufus) fou un destacat poeta romà, un dels més distingits del període d'August, company i amic de Virgili i Horaci. Aquest darrer el posa el primer entre els bards èpics. També l'elogia Quintilià en relació amb una tragèdia de nom Thyestes. És molt poc esmentat pels autors contemporanis i tot i la fama que va tenir no se'n sap gaire cosa.
S'han conservat fragments només de dues de les seves obres i el títol d'una tercera:
- I.	De Morte, un poema èpic
- II. Panegyricus in Caesarem Octavianum
- III. Thyestes, una tragèdia